# Wybory parlamentarne na Seszelach w 2007 roku
Wybory parlamentarne na Seszelach w 2007 roku odbyły się w dniach 10-12 maja. Kandydaci walczyli o 34 miejsca w Zgromadzeniu Narodowym. Przy frekwencji wynoszącej 85,9% zwyciężył Ludowy Front Postępowy Seszeli  z wynikiem 56,16% zdobywając tym samym 23 mandaty. Drugą pozycję zajęła Seszelska Partia Demokratyczna, która uzyskała 43,84% – 11 mandatów.